# Борисовская (Федьковское сельское поселение)
Борисовская — деревня в Верхнетоемском районе Архангельской области. Входит в состав Федьковского сельского поселения.
Находится на левом берегу Северной Двины, примерно в 20 км от райцентра Верхняя Тойма. Высота над уровнем моря — 50 м. К Борисовской практически вплотную примыкают деревни: с севера — Гридинская и Курицынская, с запада — Ярунинская и на юге — Дмитриевская и Анфимовская. Через деревню проходит областная автодорога «Усть-Вага — Ядриха».

### Карты
- Карта Верхнетоемского р-на Архангельской области